# Museo de Arte Sacra
El Museu de Arte Sacra de Funchal está ubicado en la ciudad del mismo nombre, en Madeira.

## Descripción
El Museo ofrece una bonita colección de objetos sagrados de la antigua época y ornamentos litúrgicos, pero su principal riqueza es la colección de cuadros de la Escuela flamenca y portuguesa del siglo XV y XVI pintados sobre madera.
De la Escuela portuguesa destaca un tríptico que representa a san Santiago y a san Felipe.
Entre las Pinturas de la Escuela flamenca hay que citar:
- Descendimiento de la Cruz atribuido a Gérard David, cuyos personajes muestran gran nobleza de expresión.
- Santiago el Menor, retrato del patrón de Funchal, vestido con una toga roja atribuido a Dirk Bouts.
- Santa Maria Magdalena que sorprende por su realísimo-la Santa se alza suntuosamente vestida de un hermoso paisaje.
- Tríptico atribuido a Quentin Massys en el que san Pedro aparece envuelto en una espléndida capa roja.

Entre las piezas de orfebrería procedentes de la Catedral, sobresale la magnífica cruz de plata gótico-manuelina donada por Manuel I de Portugal.
- Datos: Q6033898
- Multimedia: Museu de Arte Sacra do Funchal / Q6033898